# Patsy Cline's Greatest Hits

Capa do álbum.

Patsy Cline's Greatest Hits é um álbum de Patsy Cline.